# Lijst van Belgische ministers van Verkeerswezen
Het ministerie van verkeer en infrastructuur werd opgericht op 16 juni 1884 als achtste Belgische ministerie. Het ging door het leven onder verschillende benamingen, onder meer ministerie van spoorwegen, post en telegraaf, ministerie van vervoer en ptt en ministerie van verkeerswezen.

## Lijst
| Nr.   | Minister | Minister                               | Partij | Partij                      | Begin             | Einde             | Regering(en)                                                        | Bevoegdheid |
| ----- | -------- | -------------------------------------- | ------ | --------------------------- | ----------------- | ----------------- | ------------------------------------------------------------------- | --- |
| 1     |          | Jules Vandenpeereboom (1843-1917)      |        | Katholieke Partij           | 16 juni 1884      | 5 augustus 1899   | Malou, Beernaert, De Burlet, De Smet de Naeyer I en Vandenpeereboom | Minister van Spoorwegen |
| [ 1 ] |          | Julien Liebaert (1848-1930)            |        | Katholieke Partij           | 5 augustus 1899   | 5 februari 1900   | De Smet de Naeyer II                                                | Minister van Spoorwegen |
| 2     |          | Julien Liebaert (1848-1930)            |        | Katholieke Partij           | 5 februari 1900   | 2 mei 1907        | De Smet de Naeyer II                                                | Minister van Spoorwegen |
| 3     |          | Joris Helleputte (1852-1925)           |        | Katholieke Partij           | 2 mei 1907        | 5 augustus 1910   | De Trooz en Schollaert                                              | Minister van Spoorwegen |
| [ 1 ] |          | Joris Helleputte (1852-1925)           |        | Katholieke Partij           | 5 augustus 1910   | 5 september 1910  | Schollaert                                                          | Minister van Spoorwegen |
| 4     |          | Charles de Broqueville (1860-1940)     |        | Katholieke Partij           | 5 september 1910  | 11 november 1912  | Schollaert en De Broqueville I                                      | Minister van Spoorwegen |
| 5     |          | Aloys Van de Vyvere (1871-1961)        |        | Katholieke Partij           | 11 november 1912  | 28 februari 1914  | De Broqueville I                                                    | Minister van Spoorwegen |
| 6     |          | Paul Segers (1870-1946)                |        | Katholieke Partij           | 11 november 1912  | 21 november 1918  | De Broqueville I, II en Cooreman                                    | Minister van Zeewezen (tot 28 februari 1914) Minister van Spoorwegen en Zeewezen (vanaf 28 februari 1914)                         |
| 7     |          | Jules Renkin (1862-1934)               |        | Katholieke Partij           | 21 november 1918  | 2 december 1919   | Delacroix I                                                         | Minister van Spoorwegen en Zeewezen                                                                                               |
| 8     |          | Prosper Poullet (1868-1937)            |        | Katholieke Partij           | 2 december 1919   | 20 november 1920  | Delacroix II                                                        | Minister van Spoorwegen en Zeewezen                                                                                               |
| 9     |          | Xavier Neujean (1865-1940)             |        | Liberale Partij             | 20 november 1920  | 13 mei 1925       | Carton de Wiart, Theunis I, II en III                               | Minister van Spoorwegen en Zeewezen                                                                                               |
| [ 1 ] |          | Paul Tschoffen (1878-1961)             |        | Katholieke Unie             | 13 mei 1925       | 17 juni 1925      | Van de Vyvere                                                       | Minister van Spoorwegen en Zeewezen                                                                                               |
| 10    |          | Edward Anseele (1856-1938)             |        | BWP                         | 17 juni 1925      | 22 november 1927  | Poullet, Jaspar I                                                   | Minister van Spoorwegen en Zeewezen (tot 8 december 1925) Minister van Spoorwegen, Zeewezen en Luchtvaart (vanaf 8 december 1925) |
| 11    |          | Maurice August Lippens (1875-1956)     |        | Liberale Partij             | 22 november 1927  | 6 juni 1931       | Jaspar II, III                                                      | Minister van Spoorwegen, Zeewezen en Luchtvaart (tot 19 oktober 1929) Minister van Verkeerswezen (vanaf 19 oktober 1929)          |
| 12    |          | Philip Van Isacker (1884-1951)         |        | Katholieke Unie             | 6 juni 1931       | 23 mei 1932       | Renkin I                                                            | Minister van Verkeerswezen |
| 13    |          | Pierre Forthomme (1877-1959)           |        | Liberale Partij             | 23 mei 1932       | 12 juni 1934      | Renkin II, De Broqueville III, IV                                   | Minister van Verkeerswezen |
| 14    |          | Octave Dierckx (1882-1955)             |        | Liberale Partij             | 12 juni 1934      | 20 november 1934  | De Broqueville V                                                    | Minister van Verkeerswezen |
| 15    |          | Charles du Bus de Warnaffe (1894-1965) |        | Katholieke Unie             | 20 november 1934  | 25 maart 1935     | Theunis IV                                                          | Minister van Verkeerswezen |
| 16    |          | Paul-Henri Spaak (1899-1972)           |        | BWP                         | 25 maart 1935     | 13 maart 1936     | Van Zeeland I                                                       | Minister van Verkeerswezen |
| 17    |          | Marcel-Henri Jaspar (1901-1982)        |        | Liberale Partij             | 13 maart 1936     | 24 november 1937  | Van Zeeland II                                                      | Minister van Verkeerswezen |
| 18    |          | Hendrik Marck (1883-1957)              |        | Katholiek Blok              | 24 november 1937  | 5 januari 1940    | Janson, Spaak I, Pierlot I, II, III                                 | Minister van Verkeerswezen |
| 19    |          | Antoine Delfosse (1895-1980)           |        | Katholiek Blok              | 5 januari 1940    | 28 augustus 1940  | Pierlot IV                                                          | Minister van Verkeerswezen |
| 20    |          | Camille Gutt (1884-1971)               |        | extraparlementaire liberaal | 22 november 1940  | 12 oktober 1942   | Pierlot V                                                           | Minister van Verkeerswezen |
| [ 2 ] |          | Paul-Henri Spaak (1899-1972)           |        | PSB                         | 12 oktober 1942   | 1 mei 1943        | Pierlot V                                                           | Minister van Verkeerswezen |
| 21    |          | August Balthazar (1893-1952)           |        | BSP                         | 1 mei 1943        | 26 september 1944 | Pierlot V                                                           | Minister van Verkeerswezen |
| 22    |          | Ernest Rongvaux (1881-1964)            |        | PSB                         | 26 september 1944 | 20 maart 1947     | Pierlot VI, VII; Van Acker I, II; Spaak II, Van Acker III, Huysmans | Minister van Verkeerswezen |
| 23    |          | Achiel Van Acker (1898-1975)           |        | BSP                         | 20 maart 1947     | 11 augustus 1949  | Spaak III, IV                                                       | Minister van Verkeerswezen |
| 24    |          | Paul-Willem Segers (1900-1983)         |        | CVP                         | 11 augustus 1949  | 23 april 1954     | G. Eyskens I, Duvieusart, Pholien, Van Houtte                       | Minister van Verkeerswezen |
| 25    |          | Edward Anseele jr. (1902-1981)         |        | BSP                         | 23 april 1954     | 26 juni 1958      | Van Acker IV                                                        | Minister van Verkeerswezen |
| [ 2 ] |          | Paul-Willem Segers (1900-1983)         |        | CVP                         | 26 juni 1958      | 25 april 1961     | G. Eyskens II, III                                                  | Minister van Verkeerswezen |
| 26    |          | Alfred Bertrand (1913-1986)            |        | CVP                         | 25 april 1961     | 28 juli 1965      | Lefèvre                                                             | Minister van Verkeerswezen |
| 27    |          | Yves Urbain (1914-1971)                |        | PSC                         | 28 juli 1965      | 19 maart 1966     | Harmel                                                              | Minister van Verkeerswezen |
| [ 2 ] |          | Alfred Bertrand (1913-1986)            |        | CVP                         | 19 maart 1966     | 21 januari 1972   | Vanden Boeynants I, G. Eyskens IV                                   | Minister van Verkeerswezen |
| 28    |          | Fernand Delmotte (1920-1998)           |        | PSB                         | 21 januari 1972   | 26 januari 1973   | G. Eyskens V                                                        | Minister van Verkeerswezen |
| [ 2 ] |          | Edward Anseele jr. (1902-1981)         |        | BSP                         | 26 januari 1973   | 23 oktober 1973   | Leburton                                                            | Minister van Verkeerswezen |
| 29    |          | Jef Ramaekers (1923-2004)              |        | BSP                         | 23 oktober 1973   | 25 april 1974     | Leburton                                                            | Minister van Verkeerswezen |
| 30    |          | Jos Chabert (1933-2014)                |        | CVP                         | 25 april 1974     | 18 mei 1980       | Tindemans I, II, III, IV; Vanden Boeynants II;Martens I, II         | Minister van Verkeerswezen |
| 31    |          | Guy Spitaels (1931-2012)               |        | PS                          | 18 mei 1980       | 26 februari 1981  | Martens III, IV                                                     | Minister van Verkeerswezen |
| 32    |          | Valmy Féaux (1933)                     |        | PS                          | 26 februari 1981  | 17 december 1981  | Martens IV, M. Eyskens                                              | Minister van Verkeerswezen |
| 33    |          | Herman De Croo (1937)                  |        | PVV                         | 17 december 1981  | 9 mei 1988        | Martens V, VI, VII                                                  | Minister van Verkeerswezen |
| 34    |          | Jean-Luc Dehaene (1940-2014)           |        | CVP                         | 9 mei 1988        | 7 maart 1992      | Martens VIII, IX                                                    | Minister van Verkeerswezen |
| 35    |          | Guy Coëme (1946)                       |        | PS                          | 7 maart 1992      | 21 januari 1994   | Dehaene I                                                           | Minister van Verkeerswezen |
| 36    |          | Elio Di Rupo (1951)                    |        | PS                          | 23 januari 1994   | 23 juni 1995      | Dehaene I                                                           | Minister van Verkeerswezen |
| 37    |          | Michel Daerden (1949-2012)             |        | PS                          | 23 juni 1995      | 12 juli 1999      | Dehaene II                                                          | Minister van Vervoer |
| 38    |          | Isabelle Durant (1954)                 |        | Ecolo                       | 12 juli 1999      | 5 mei 2003        | Verhofstadt I                                                       | Minister van Vervoer en Mobiliteit                                                                                                |
| 39    |          | Laurette Onkelinx (1958)               |        | PS                          | 5 mei 2003        | 12 juli 2003      | Verhofstadt I                                                       | Minister van Vervoer en Mobiliteit                                                                                                |
| 40    |          | Bert Anciaux (1959)                    |        | Spirit                      | 12 juli 2003      | 18 juli 2004      | Verhofstadt II                                                      | Minister van Mobiliteit |
| 41    |          | Renaat Landuyt (1959)                  |        | sp.a                        | 18 juli 2004      | 21 december 2007  | Verhofstadt II                                                      | Minister van Mobiliteit |
| 42    |          | Yves Leterme (1960)                    |        | CD&V                        | 21 december 2007  | 20 maart 2008     | Verhofstadt III                                                     | Minister van Mobiliteit |
| 43    |          | Etienne Schouppe (1942)                |        | CD&V                        | 20 maart 2008     | 6 december 2011   | Leterme I, Van Rompuy, Leterme II                                   | Staatssecretaris voor Mobiliteit                                                                                                  |
| 44    |          | Melchior Wathelet (1977)               |        | cdH                         | 6 december 2011   | 22 juli 2014      | Di Rupo                                                             | Staatssecretaris voor Mobiliteit                                                                                                  |
| 45    |          | Catherine Fonck (1968)                 |        | cdH                         | 22 juli 2014      | 11 oktober 2014   | Di Rupo                                                             | Staatssecretaris voor Mobiliteit                                                                                                  |
| 46    |          | Jacqueline Galant (1974)               |        | MR                          | 11 oktober 2014   | 15 april 2016     | Michel I                                                            | Minister van Mobiliteit |
| 47    |          | François Bellot (1954)                 |        | MR                          | 18 april 2016     | 1 oktober 2020    | Michel I, II; Wilmès I, II                                          | Minister van Mobiliteit |
| 48    |          | Georges Gilkinet (1971)                |        | Ecolo                       | 1 oktober 2020    | 3 februari 2025   | De Croo                                                             | Minister van Mobiliteit |
| 49    |          | Jean-Luc Crucke (1962)                 |        | Les Engagés                 | 3 februari 2025   | heden             | De Wever                                                            | Minister van Mobiliteit |